# Piper patzulinum
Piper patzulinum är en pepparväxtart som beskrevs av Trel. & Standley. Piper patzulinum ingår i släktet Piper och familjen pepparväxter. Inga underarter finns listade i Catalogue of Life.